# Tomàs II de Constantinoble
Tomàs II de Constantinoble (en llatí: Thomas II, en grec antic: Θωμάς Β') va ser patriarca de Constantinoble de l'any 667 al 669. Va ser elegit al cap de sis mesos i setze dies de la mort del seu predecessor Pere. La durada del seu mandat difereix segons les fonts. Nicèfor Cal·list Xantopul diu que va dirigir l'església durant dos anys i set mesos, Teòfanes el Confessor parla de tres anys i altres fonts parlen de quatre anys.
No se'n sap gaire be res de la seva vida. Havia estat diaca i cartofílac i era una persona molt piadosa. L'església Ortodoxa el va santificar i la seva festa la celebra el dia 16 de novembre.